# Ursan (ermite)
Pour les articles homonymes, voir Ursan et Ursicin.
Ursan, né au VIe siècle à une date inconnue en Irlande, et mort en 620 ou 625 est un ermite du Jura d’origine irlandaise. Son nom connaît en français les variantes suivantes : Ursanne (en latin Ursannus) et Ursicin, (en latin Ursicinus). 
Il serait l'un des disciples de Colomban de Luxeuil, avec lequel il aurait fondé en 590 le monastère de Luxeuil. Il est ensuite ermite dans le Clos du Doubs. Saint Wandrille aurait créé un monastère au lieu de la tombe d’Ursan, dans la ville qui deviendra Saint-Ursanne en Suisse,.
Il est fêté le 24 juillet selon certaines sources, le 20 décembre selon d’autres sources,.

## Liens
- Notice dans un dictionnaire ou une encyclopédie généraliste :   - Dictionnaire historique de la Suisse